# Seule sur la plage la nuit
Pour plus de détails, voir Fiche technique et Distribution.
Seule sur la plage la nuit (hangeul : 밤의 해변에서 혼자 ; RR : Bameui haebyeoneso honja) est un film dramatique sud-coréen écrit, produit et réalisé par Hong Sang-soo, sorti en 2017.

## Synopsis
Une actrice de cinéma, Yeong-hee, a une liaison avec un homme marié et père de famille. À Hambourg, loin de son amant, elle se questionne sur ses sentiments amoureux tout en se demandant si ce dernier la rejoindra. On la retrouve, dans une seconde partie du film, de retour en Corée du Sud.

## Fiche technique
- Titre original : 밤의 해변에서 혼자
- Titre international : On the Beach at Night Alone
- Titre français : Seule sur la plage la nuit
- Réalisation et scénario : Hong Sang-soo
- Photographie : Park Hong-yeol et Kim Hyeong-koo
- Son : Song Yea-jin
- Montage : Hahm Seong-Won
- Production : Hong Sang-soo
- Société de production : Jeonwonsa Film Company
- Sociétés de distribution : Finecut (Corée du Sud) ; Capricci Films (France)
- Pays d'origine :  Corée du Sud
- Langues originales : coréen, anglais et allemand
- Format : couleur
- Genre : drame
- Durée : 101 minutes
- Dates de sortie :
  - Allemagne : 16 février 2017 (Berlinale 2017)
  - Corée du Sud : 23 mars 2017
  - France : 10 janvier 2018

## Distribution
- Kim Min-hee : Yeong-hee
- Seo Young-hwa : Ji-yeong
- Kwon Hae-hyo : Cheon-woo
- Jung Jae-young : Myeong-soo
- Moon Sung-keun : Sang-won
- Song Sun-mi : Joon-hee
- Ahn Jae-hong : Seung-hee
- Park Ye-joo : Do-hee

## Production

### Genèse et développement
Seule sur la plage la nuit évoque indirectement la relation qu'ont entretenu Hong Sang-soo, homme marié, et son actrice Kim Min-hee, et qui a défrayé la chronique en Corée .
Le titre du film est celui d'un poème de  Walt Whitman On the Beach at Night.

## Sortie
Seule sur la plage la nuit est présenté en compétition au Berlinale, le 16 février 2017. En Corée du Sud, il sort le 23 mars 2017 dans les salles. En France, la sortie a lieu le 10 janvier 2018.

### Accueil critique
En France, le site Allociné recense une moyenne des critiques presse de 3,9/5, et des critiques spectateurs à 3,1/5. Le film est classé n°7 du Top 10 2018 des Cahiers du Cinéma.

## Distinctions

### Récompenses
- Berlinale 2017 : Ours d'argent de la meilleure actrice pour Kim Min-hee
- Festival international du film de Jérusalem 2017 : Meilleur film international pour Hong Sang-soo
- Korean Association of Film Critics Awards 2017 : Top Ten Films

### Nominations
- Berlinale 2017 : Ours d'or du meilleur film pour Hong Sang-soo
- Baeksang Arts Awards 2017 : Meilleur réalisateur Hong Sang-soo